# کریوی ویر
کریوی ویر (به صربی: Krivi Vir) یک منطقهٔ مسکونی در صربستان است که در Boljevac واقع شده‌است. کریوی ویر ۵۴۹ نفر جمعیت دارد.